# El Bouni
El Bouni est une commune de la wilaya d'Annaba en Algérie, son nom vient du mystique soufi Ahmed Al Buni, originaire de la région.

## Géographie

### Situation
La commune d'El Bouni est située à l'est de la wilaya d'Annaba.
|                        | Seraïdi, Annaba      |                           |
| Berrahal, Oued El Aneb | El Bouni             | Echatt (wilaya d'El Tarf) |
|                        | Sidi Amar, El Hadjar |                           |

### Lieux-dits, quartiers et hameaux
La commune compte six agglomération secondaires, Sidi Salem, Haï Essarouel, Chabbia, Cité du 1er mai 1956, Oued Ennil et Aïn Djebarra.

## Démographie
El Bouni est la deuxième commune la plus peuplée de la wilaya d'Annaba après Annaba. Selon le recensement général de la population et de l'habitat de 2008, la population de la commune d'El Bouni est évaluée à 125 265 habitants contre 26 746 en 1977:
| 1977   | 1987   | 1998    | 2008    | 2018           |
| ------ | ------ | ------- | ------- | -------------- |
| 26 746 | 83 008 | 111 179 | 125 265 | 136 279 (est.) |

## Économie
La commune compte une zone Industrielle et un complexe chimique Fetial, Usine de montage de tramway CITAL, Fabrication Wagon FERROVIAL, Montage Electromenagé RAYLAN, Unité De fabrication Pharmaceutique SAIDAL , Laiterie Edough, Transformation Papier LECOQ  ...